# Elmwood Park (Illinois)
Elmwood Park ist ein Ort im Cook County im US-Bundesstaat Illinois, etwa 16 Kilometer westlich des Chicago Loop und südöstlich des Leyden Townships zwischen Chicago und dem Des Plaines River. Das U.S. Census Bureau hat bei der Volkszählung 2020 eine Einwohnerzahl von 24.521 ermittelt.

## Geschichte

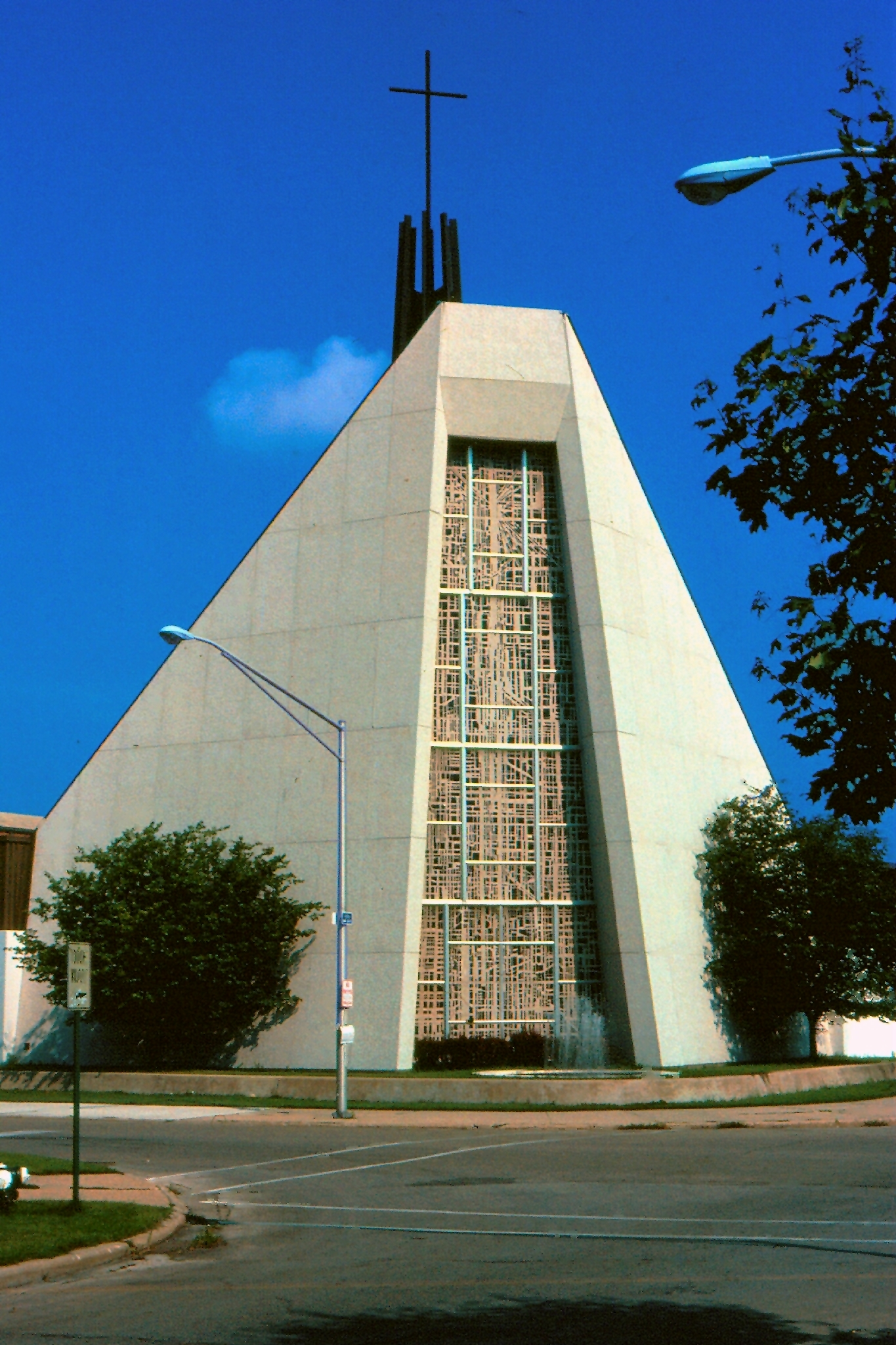
Elmwood Park, Saint Celestine, katholische Pfarrei – Sommer 1981

In den 1840er Jahren kamen als erste Siedler Bauern in die Gegend um den heutigen Ortes, der damals noch Orison genannt wurde. Die Verlegung von Gleisen durch die Chicago&Pacific Railroad zog Spekulanten an, welche kleinere Farmen aufkauften und das Gebiet für die Entwicklung von Wohnsiedlungen vorbereiteten. Mit der Verdrängung der Landwirtschaft wurde der Ort in Elmwood Park umbenannt. und im Jahr 1914 offiziell gegründet. Der erste Bürgermeister war Merritt Marwood.
In den Jahren zwischen 1920 und 1928 wurde der Ort weiterentwickelt. Es wurde eine Schule, Kirchen und ein Gemeindehaus gebaut. Die Bevölkerung entwickelte sich stetig weiter. So lebten nach dem Zweiten Weltkrieg 18.801 und im Jahr 1971 lebten schon mehr als 27.000 Einwohner im Ort.

## Demografie
Laut der Volkszählung lebten im Jahre 2010 24.883 Einwohner im Ort. 20,8 % der Bevölkerung war jünger als 18 Jahre, 13,9 % waren älter als 65 Jahre.